# 24. National Hockey League All-Star Game
Das 24. National Hockey League All-Star Game wurde am 19. Januar 1971 in Boston ausgetragen. Das Spiel fand im Boston Garden, der Spielstätte des Gastgebers Boston Bruins statt. Die Western Conference All-Stars schlugen die der Eastern Conference knapp mit 2:1. Das Spiel sahen 14.790 Zuschauer. Wie im Vorjahr wurde Bobby Hull von den Chicago Black Hawks zum MVP gekürt.

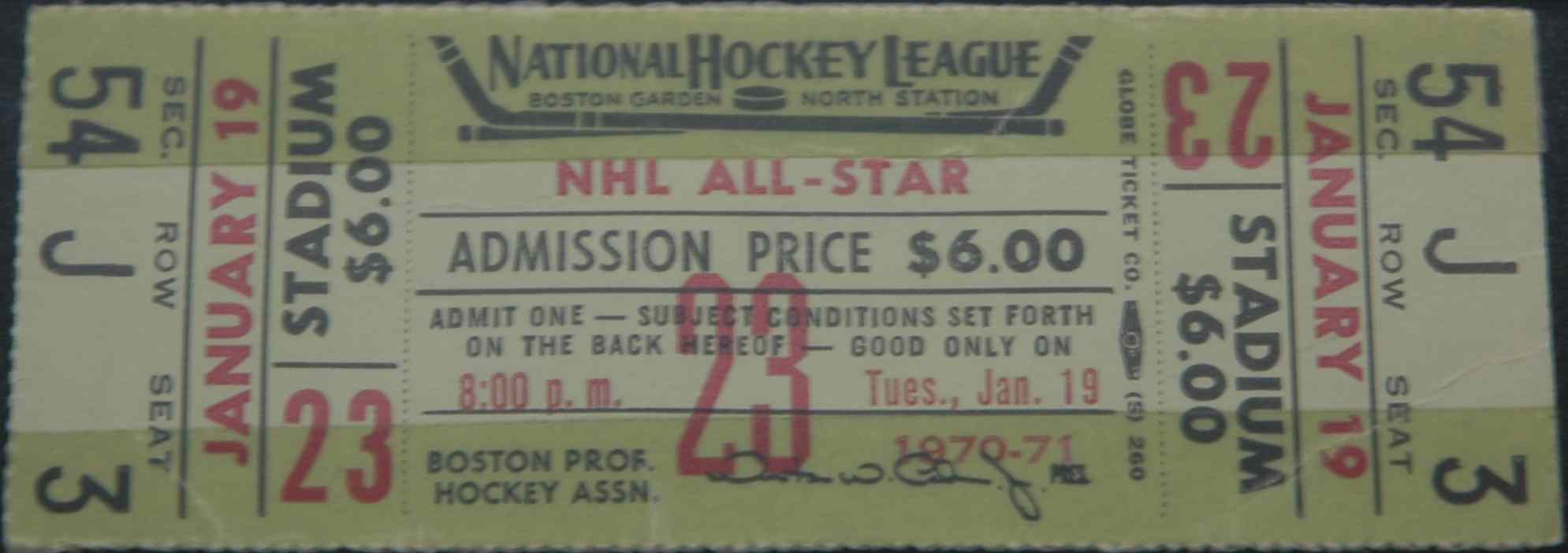
Eintrittskarte zum NHL All-Star Game 1971

## Mannschaften
| #           | Land               | Spieler        | Pos.           | Team                    |
| Torhüter    |                    |                |                |                         |
| 30          | Kanada             | Ernie Wakely   | Ernie Wakely   | St. Louis Blues         |
| 35          | Kanada             | Tony Esposito  | Tony Esposito  | Chicago Black Hawks     |
| Verteidiger |                    |                |                |                         |
| 2           | Kanada             | Bill White     | Bill White     | Chicago Black Hawks     |
| 3           | Kanada             | Keith Magnuson | Keith Magnuson | Chicago Black Hawks     |
| 4           | Kanada             | Ted Harris     | Ted Harris     | Minnesota North Stars   |
| 5           | Vereinigte Staaten | Doug Roberts   | Doug Roberts   | California Golden Seals |
| 8           | Kanada             | Barclay Plager | Barclay Plager | St. Louis Blues         |
| 12          | Kanada             | Pat Stapleton  | Pat Stapleton  | Chicago Black Hawks     |
| Angreifer   |                    |                |                |                         |
| 6           | Kanada             | Pit Martin     | C              | Chicago Black Hawks     |
| 7           | Kanada             | Red Berenson   | C              | St. Louis Blues         |
| 9           | Kanada             | Bobby Hull     | LW             | Chicago Black Hawks     |
| 10          | Kanada             | Dennis Hull    | LW             | Chicago Black Hawks     |
| 11          | Kanada             | Gary Sabourin  | RW             | St. Louis Blues         |
| 14          | Kanada             | Tim Ecclestone | LW             | St. Louis Blues         |
| 15          | Kanada             | Bobby Clarke   | C              | Philadelphia Flyers     |
| 16          | Kanada             | Chico Maki     | RW             | Chicago Black Hawks     |
| 17          | Kanada             | Bill Flett     | RW             | Los Angeles Kings       |
| 20          | Kanada             | Danny Grant    | LW             | Minnesota North Stars   |
| 21          | Kanada             | Stan Mikita    | C              | Chicago Blackhawks      |
| 22          | Kanada             | Greg Polis     | LW             | Pittsburgh Penguins     |

| #           | Land   | Spieler           | Pos.             | Team                |
| Torhüter    |        |                   |                  |                     |
| 1           | Kanada | Eddie Giacomin    | Eddie Giacomin   | New York Rangers    |
| 30          | Kanada | Gilles Villemure  | Gilles Villemure | New York Rangers    |
| Verteidiger |        |                   |                  |                     |
| 2           | Kanada | Brad Park         | Brad Park        | New York Rangers    |
| 3           | Kanada | J. C. Tremblay    | J. C. Tremblay   | Montréal Canadiens  |
| 4           | Kanada | Bobby Orr         | Bobby Orr        | Boston Bruins       |
| 5           | Kanada | Dale Tallon       | Dale Tallon      | Vancouver Canucks   |
| 15          | Kanada | Jim Neilson       | Jim Neilson      | New York Rangers    |
| 20          | Kanada | Dallas Smith      | Dallas Smith     | Boston Bruins       |
| Angreifer   |        |                   |                  |                     |
| 6           | Kanada | Johnny Bucyk      | LW               | Boston Bruins       |
| 7           | Kanada | Phil Esposito     | C                | Boston Bruins       |
| 8           | Kanada | Ken Hodge         | RW               | Boston Bruins       |
| 9           | Kanada | Gordie Howe       | RW               | Detroit Red Wings   |
| 10          | Kanada | Ed Westfall       | RW               | Boston Bruins       |
| 11          | Kanada | Gilbert Perreault | C                | Buffalo Sabres      |
| 12          | Kanada | Yvan Cournoyer    | RW               | Montréal Canadiens  |
| 14          | Kanada | Dave Keon         | C                | Toronto Maple Leafs |
| 17          | Kanada | Dave Balon        | LW               | New York Rangers    |
| 18          | Kanada | Jean Ratelle      | C                | New York Rangers    |
| 21          | Kanada | Pete Mahovlich    | C                | Montréal Canadiens  |
| 27          | Kanada | Frank Mahovlich   | LW               | Montréal Canadiens  |

## Spielverlauf

### Western All-Stars 2 – 1 Eastern All-Stars
All Star Game MVP: Bobby Hull (1 Tor)
| Team       | Zeit | Stand | Torschütze     | Vorlagengeber | Vorlagengeber |
| 1. Drittel |      |       |                |               |               |
| Western    | 0:36 | 1–0   | Chico Maki     |               |               |
| Western    | 4:38 | 2–0   | Bobby Hull     | Bill Flett    |               |
| Eastern    | 6:19 | 2–1   | Yvan Cournoyer | Dallas Smith  | Dave Balon    |

Schiedsrichter: Bill Friday

Linienrichter: Neil Armstrong, John D’Amico

Zuschauer: 14.790